# Liste der denkmalgeschützten Objekte im Okres Bratislava IV
Die Liste der denkmalgeschützten Objekte im Okres Bratislava IV enthält die 116 nach slowakischen Denkmalschutzvorschriften geschützten Objekte im Stadtbezirk Okres Bratislava IV, der die Stadtteile Devín, Devínska Nová Ves, Dúbravka, Karlova Ves, Lamač und Záhorská Bystrica umfasst.

## Denkmäler
| Foto |                 | Denkmal / č. ÚZPF                                              | Standort / Konskr. Nr.                                                                           | Offizielle Beschreibung                            | Beschreibung                                                    | Metadaten                                                                          |
| ---- | --------------- | -------------------------------------------------------------- | ------------------------------------------------------------------------------------------------ | -------------------------------------------------- | --------------------------------------------------------------- | ---------------------------------------------------------------------------------- |
| ja   | Datei hochladen | Nördliche Burgmauer(sk) ObjektID: 104-324/2                    | Muránska ul. Standort KG: Devín Konskr.Nr.:                                                      | hradné jadro; Devínsky hrad,severné opevneni       |                                                                 | č. NKP: 104-324/2 Stand des NKP: 2012-02-08 Name: MÚR HRADBOVÝ SEVERNÝ             |
| ja   | Datei hochladen | Südwestliche Befestigung(sk) ObjektID: 104-324/3               | Muránska ul. Standort KG: Devín Konskr.Nr.:                                                      | hradné jadro; Panenská veza                        |                                                                 | č. NKP: 104-324/3 Stand des NKP: 2012-02-08 Name: OPEVNENIE JUHOZÁPADNÉ            |
| ja   | Datei hochladen | Bastion(sk) ObjektID: 104-324/5                                | Muránska ul. Standort KG: Devín Konskr.Nr.:                                                      | hradné jadro; Devínsky hrad,renesancná basta       |                                                                 | č. NKP: 104-324/5 Stand des NKP: 2012-02-08 Name: BAŠTA                            |
| BW   | Datei hochladen | Südöstliche Befestigung(sk) ObjektID: 104-324/6                | Muránska ul. Standort KG: Devín Konskr.Nr.:                                                      | hradné jadro; Devínsky hrad                        |                                                                 | č. NKP: 104-324/6 Stand des NKP: 2012-02-08 Name: OPEVNENIE JUHOVÝCHODNÉ           |
| ja   | Datei hochladen | Burgpalast(sk) ObjektID: 104-324/7                             | Muránska ul. Standort KG: Devín Konskr.Nr.:                                                      | hrad stredný Garayovský palác                      |                                                                 | č. NKP: 104-324/7 Stand des NKP: 2012-02-08 Name: PALÁC HRADNÝ                     |
| ja   | Datei hochladen | Burgpalast(sk) ObjektID: 104-324/8                             | Muránska ul. Standort KG: Devín Konskr.Nr.:                                                      | hrad stredný Renesancný palác                      |                                                                 | č. NKP: 104-324/8 Stand des NKP: 2012-02-08 Name: PALÁC HRADNÝ                     |
| ja   | Datei hochladen | Wirtschaftsgebäude(sk) ObjektID: 104-324/9                     | Muránska ul. Standort KG: Devín Konskr.Nr.:                                                      | hrad stredný hospodárske stavby stred.hradu        |                                                                 | č. NKP: 104-324/9 Stand des NKP: 2012-02-08 Name: BUDOVY HOSPODÁRSKE               |
| BW   | Datei hochladen | Nördliche Burgmauer(sk) ObjektID: 104-324/10                   | Muránska ul. Standort KG: Devín Konskr.Nr.:                                                      | hrad stredný Devínsky hrad                         |                                                                 | č. NKP: 104-324/10 Stand des NKP: 2012-02-08 Name: MÚR HRADBOVÝ SEVERNÝ            |
| BW   | Datei hochladen | Östliche Burgmauer(sk) ObjektID: 104-324/11                    | Muránska ul. Standort KG: Devín Konskr.Nr.:                                                      | hrad stredný Devínsky hrad                         |                                                                 | č. NKP: 104-324/11 Stand des NKP: 2012-02-08 Name: MÚR HRADBOVÝ VÝCHODNÝ           |
| BW   | Datei hochladen | Südliche Burgmauer(sk) ObjektID: 104-324/12                    | Muránska ul. Standort KG: Devín Konskr.Nr.:                                                      | hrad stredný Devínsky hrad                         |                                                                 | č. NKP: 104-324/12 Stand des NKP: 2012-02-08 Name: MÚR HRADBOVÝ JUŽNÝ              |
| BW   | Datei hochladen | Westliche Burgmauer(sk) ObjektID: 104-324/13                   | Muránska ul. Standort KG: Devín Konskr.Nr.:                                                      | hrad stredný Devínsky hrad                         |                                                                 | č. NKP: 104-324/13 Stand des NKP: 2012-02-08 Name: MÚR HRADBOVÝ ZÁPADNÝ            |
| BW   | Datei hochladen | Landenge-Graben(sk) ObjektID: 104-324/14                       | Muránska ul. Standort KG: Devín Konskr.Nr.:                                                      | hrad stredný 1.sijová priekopa                     |                                                                 | č. NKP: 104-324/14 Stand des NKP: 2012-02-08 Name: PRIEKOPA ŠIJOVÁ                 |
| BW   | Datei hochladen | Burgvorhof(sk) ObjektID: 104-324/15                            | Muránska ul. Standort KG: Devín Konskr.Nr.:                                                      | hrad stredný Nádvorie stred.hradu                  |                                                                 | č. NKP: 104-324/15 Stand des NKP: 2012-02-08 Name: NÁDVORIE HRADNÉ                 |
| BW   | Datei hochladen | Burgbrunnen(sk) ObjektID: 104-324/16                           | Muránska ul. Standort KG: Devín Konskr.Nr.:                                                      | hrad stredný Hradná studna                         |                                                                 | č. NKP: 104-324/16 Stand des NKP: 2012-02-08 Name: STUDŇA HRADNÁ                   |
| ja   | Datei hochladen | römisches Bauwerk(sk) ObjektID: 104-324/17                     | Muránska ul. Standort KG: Devín Konskr.Nr.:                                                      | hrad stredný Základy rím.stavby                    |                                                                 | č. NKP: 104-324/17 Stand des NKP: 2012-02-08 Name: STAVBA RÍMSKA                   |
| ja   | Datei hochladen | Gedenktafel(sk) ObjektID: 104-324/18                           | Muránska ul. (Hradná skala) Standort KG: Devín Konskr.Nr.:                                       | hrad stredný PT L.Stúra                            |                                                                 | č. NKP: 104-324/18 Stand des NKP: 2012-02-08 Name: TABUĽA PAMÄTNÁ                  |
| ja   | Datei hochladen | Kirchengrundbau(sk) ObjektID: 104-324/19                       | Muránska ul. Standort KG: Devín Konskr.Nr.:                                                      | predhradie; Velkomoravský kostol                   |                                                                 | č. NKP: 104-324/19 Stand des NKP: 2012-02-08 Name: KOSTOL ZÁKLADY                  |
| BW   | Datei hochladen | Kreisbauwerk(sk) ObjektID: 104-324/20                          | Muránska ul. Standort KG: Devín Konskr.Nr.:                                                      | predhradie; kruhová sakrálna stavba                |                                                                 | č. NKP: 104-324/20 Stand des NKP: 2012-02-08 Name: STAVBA KRUHOVÁ                  |
| BW   | Datei hochladen | römisches Bauwerk(sk) ObjektID: 104-324/21                     | Muránska ul. Standort KG: Devín Konskr.Nr.:                                                      | predhradie; fragment sakrálneho objektu            |                                                                 | č. NKP: 104-324/21 Stand des NKP: 2012-02-08 Name: STAVBA RÍMSKA                   |
| BW   | Datei hochladen | römisch-germanisches Bauwerk(sk) ObjektID: 104-324/22          | Muránska ul. Standort KG: Devín Konskr.Nr.:                                                      | predhradie; rímsko-germánska stavba                |                                                                 | č. NKP: 104-324/22 Stand des NKP: 2012-02-08 Name: STAVBA RÍMSKO-GERMÁNSKA         |
| BW   | Datei hochladen | römisches Bauwerk(sk) ObjektID: 104-324/23                     | Muránska ul. Standort KG: Devín Konskr.Nr.:                                                      | predhradie; fragment kanála+stavby                 |                                                                 | č. NKP: 104-324/23 Stand des NKP: 2012-02-08 Name: STAVBA RÍMSKA                   |
| BW   | Datei hochladen | Bauwerkgrundbau(sk) ObjektID: 104-324/24                       | Muránska ul. (Pri Moravskej bráne) Standort KG: Devín Konskr.Nr.:                                | predhradie; základy objektov pri Morav.brá         |                                                                 | č. NKP: 104-324/24 Stand des NKP: 2012-02-08 Name: STAVBA-ZÁKLADY                  |
| BW   | Datei hochladen | Wachstube(sk) ObjektID: 104-324/26                             | Muránska ul. Standort KG: Devín Konskr.Nr.:                                                      | predhradie; suterén stráznice                      |                                                                 | č. NKP: 104-324/26 Stand des NKP: 2012-02-08 Name: STRÁŽNICA                       |
| BW   | Datei hochladen | Bauwerkgrundbau(sk) ObjektID: 104-324/27                       | Muránska ul. (Pri východnej bráne) Standort KG: Devín Konskr.Nr.:                                | predhradie; základy objektov                       |                                                                 | č. NKP: 104-324/27 Stand des NKP: 2012-02-08 Name: STAVBA-ZÁKLADY                  |
| BW   | Datei hochladen | Pferdestall(sk) ObjektID: 104-324/29                           | Muránska ul. Standort KG: Devín Konskr.Nr.:                                                      | predhradie; suterén koniarne                       |                                                                 | č. NKP: 104-324/29 Stand des NKP: 2012-02-08 Name: KONIAREŇ                        |
| BW   | Datei hochladen | Nördliches Befestigungstor(sk) ObjektID: 104-324/31            | Muránska ul. Standort KG: Devín Konskr.Nr.:                                                      | opevnenie dolného hradu; Devínsky hrad             |                                                                 | č. NKP: 104-324/31 Stand des NKP: 2012-02-08 Name: BRÁNA OPEVNENIA SEVERNÁ         |
| ja   | Datei hochladen | Östliches Befestigungstor(sk) ObjektID: 104-324/32             | Muránska ul. Standort KG: Devín Konskr.Nr.:                                                      | opevnenie dolného hradu; Devínsky hrad             |                                                                 | č. NKP: 104-324/32 Stand des NKP: 2012-02-08 Name: BRÁNA OPEVNENIA VÝCHODNÁ        |
| BW   | Datei hochladen | Südliche Burgmauer(sk) ObjektID: 104-324/33                    | Muránska ul. Standort KG: Devín Konskr.Nr.:                                                      | opevnenie dolného hradu; Devínsky hrad             |                                                                 | č. NKP: 104-324/33 Stand des NKP: 2012-02-08 Name: MÚR HRADBOVÝ JUŽNÝ              |
| BW   | Datei hochladen | Landenge-Graben(sk) ObjektID: 104-324/34                       | Muránska ul. Standort KG: Devín Konskr.Nr.:                                                      | opevnenie dolného hradu; 2.sijová priekopa         |                                                                 | č. NKP: 104-324/34 Stand des NKP: 2012-02-08 Name: PRIEKOPA ŠIJOVÁ                 |
| BW   | Datei hochladen | Befestigungstor(sk) ObjektID: 104-324/35                       | Muránska ul. Standort KG: Devín Konskr.Nr.:                                                      | opevnenie dolného hradu; Brána pri Morave          |                                                                 | č. NKP: 104-324/35 Stand des NKP: 2012-02-08 Name: BRÁNA OPEVNENIA                 |
| BW   | Datei hochladen | Westliche Bastion(sk) ObjektID: 104-324/36                     | Muránska ul. Standort KG: Devín Konskr.Nr.:                                                      | opevnenie dolného hradu; Devínsky hrad             |                                                                 | č. NKP: 104-324/36 Stand des NKP: 2012-02-08 Name: BAŠTA ZÁPADNÁ                   |
| BW   | Datei hochladen | Südwestliche Burgmauer(sk) ObjektID: 104-324/37                | Muránska ul. Standort KG: Devín Konskr.Nr.:                                                      | opevnenie dolného hradu; Devínsky hrad             |                                                                 | č. NKP: 104-324/37 Stand des NKP: 2012-02-08 Name: MÚR HRADBOVÝ JUHOZÁPADNÝ        |
| BW   | Datei hochladen | Befestigungstor(sk) ObjektID: 104-324/38                       | Muránska ul. Standort KG: Devín Konskr.Nr.:                                                      | opevnenie dolného hradu; Moravská brána            |                                                                 | č. NKP: 104-324/38 Stand des NKP: 2012-02-08 Name: BRÁNA OPEVNENIA                 |
| ja   | Datei hochladen | Nördliche Burgmauer(sk) ObjektID: 104-324/39                   | Standort KG: Devín Konskr.Nr.:                                                                   | opevnenie dolného hradu; Devínsky hrad             |                                                                 | č. NKP: 104-324/39 Stand des NKP: 2012-02-08 Name: MÚR HRADBOVÝ SEVEROZ            |
| BW   | Datei hochladen | Wall(sk) ObjektID: 104-324/40                                  | Muránska ul. Standort KG: Devín Konskr.Nr.:                                                      | opevnenie dolného hradu; Severný val               |                                                                 | č. NKP: 104-324/40 Stand des NKP: 2012-02-08 Name: VAL                             |
| BW   | Datei hochladen | Graben(sk) ObjektID: 104-324/41                                | Muránska ul. Standort KG: Devín Konskr.Nr.:                                                      | opevnenie dolného hradu; Priek.z doby bronzov      |                                                                 | č. NKP: 104-324/41 Stand des NKP: 2012-02-08 Name: PRIEKOPA                        |
| ja   | Datei hochladen | Gebiet(sk) Burg Devín ObjektID: 104-324/42                     | Muránska ul. Standort KG: Devín Konskr.Nr.:                                                      | areál NKP; Devínsky hrad                           | Gebiet der                                                      | č. NKP: 104-324/42 Stand des NKP: 2012-02-08 Name: AREÁL                           |
|      | Datei hochladen | Zitadelle(sk) ObjektID: 104-324/1                              | Muránska ul. KG: Devín Konskr.Nr.: 1093                                                          | hradné jadro; Devínsky hrad                        |                                                                 | č. NKP: 104-324/1 Stand des NKP: 2012-02-08 Name: CITADELA                         |
|      | Datei hochladen | Zugangstreppenhaus(sk) ObjektID: 104-324/4                     | KG: Devín Konskr.Nr.:                                                                            | hradné jadro; Devínsky hrad                        |                                                                 | č. NKP: 104-324/4 Stand des NKP: 2012-02-08 Name: SCHODISKO PRÍSTUPOVÉ             |
|      | Datei hochladen | Bauwerkgrundbau(sk) ObjektID: 104-324/25                       | Muránska ul. (Pri severnej bráne) KG: Devín Konskr.Nr.:                                          | predhradie; základy objektov pri sev.bráne         |                                                                 | č. NKP: 104-324/25 Stand des NKP: 2012-02-08 Name: STAVBA-ZÁKLADY                  |
|      | Datei hochladen | Bauwerkgrundbau(sk) ObjektID: 104-324/28                       | Muránska ul. (Pri východnej bráne) KG: Devín Konskr.Nr.:                                         | predhradie; základy architektúry                   |                                                                 | č. NKP: 104-324/28 Stand des NKP: 2012-02-08 Name: STAVBA-ZÁKLADY                  |
|      | Datei hochladen | KOMUNIKÁCIE ObjektID: 104-324/30                               | Muránska ul. KG: Devín Konskr.Nr.:                                                               | predhradie; komunikácie dolného hradu              |                                                                 | č. NKP: 104-324/30 Stand des NKP: 2012-02-08 Name: KOMUNIKÁCIE                     |
| ja   | Datei hochladen | Bürgerhaus(sk) ObjektID: 104-10967/0                           | Brigádnická ul. 3, Standort KG: Devín Konskr.Nr.: 1036                                           | radový                                             |                                                                 | č. NKP: 104-10967/0 Stand des NKP: 2012-02-08 Name: DOM MEŠTIANSKY                 |
| ja   | Datei hochladen | Denkmal(sk) ObjektID: 104-327/0                                | Hradná ul. 0 (V parku) Standort KG: Devín Konskr.Nr.:                                            | padlí v I.+II.sv.v.                                |                                                                 | č. NKP: 104-327/0 Stand des NKP: 2012-02-08 Name: POMNÍK                           |
| ja   | Datei hochladen | Schloss(sk) ObjektID: 104-700/0                                | Hutnícka ul. 25, Standort KG: Devín Konskr.Nr.: 963                                              |                                                    |                                                                 | č. NKP: 104-700/0 Stand des NKP: 2012-02-08 Name: KAŠTIEĽ                          |
| ja   | Datei hochladen | Bürgerhaus(sk) ObjektID: 104-10968/0                           | Hutnícka ul. 36, Standort KG: Devín Konskr.Nr.: 950-951                                          | radový                                             |                                                                 | č. NKP: 104-10968/0 Stand des NKP: 2012-02-08 Name: DOM MEŠTIANSKY                 |
|      | Datei hochladen | Bürgerhaus(sk) ObjektID: 104-10969/0                           | Kremelská ul. 15, KG: Devín Konskr.Nr.: 867                                                      | radový                                             |                                                                 | č. NKP: 104-10969/0 Stand des NKP: 2012-02-08 Name: DOM MEŠTIANSKY                 |
|      | Datei hochladen | Gebäude in regionaltypischem Baustil(sk) ObjektID: 104-10970/0 | Kremelská ul. 19, KG: Devín Konskr.Nr.: 869                                                      | radový                                             |                                                                 | č. NKP: 104-10970/0 Stand des NKP: 2012-02-08 Name: DOM ĽUDOVÝ                     |
|      | Datei hochladen | Bürgerhaus(sk) ObjektID: 104-10971/0                           | Kremelská ul. 23, KG: Devín Konskr.Nr.: 871                                                      | radový                                             |                                                                 | č. NKP: 104-10971/0 Stand des NKP: 2012-02-08 Name: DOM MEŠTIANSKY                 |
| ja   | Datei hochladen | Landsitz(sk) ObjektID: 104-11234/0                             | Kremelská ul. 36 (Roh Stítovej ul.) Standort KG: Devín Konskr.Nr.: 817                           | nározná Zigrayho kúria                             |                                                                 | č. NKP: 104-11234/0 Stand des NKP: 2012-02-08 Name: KÚRIA                          |
|      | Datei hochladen | Gebäude in regionaltypischem Baustil(sk) ObjektID: 104-10972/0 | Kremelská ul. 61 (hist. jadro obce) KG: Devín Konskr.Nr.: 889                                    | kamen;                                             |                                                                 | č. NKP: 104-10972/0 Stand des NKP: 2012-02-08 Name: DOM ĽUDOVÝ                     |
| ja   | Datei hochladen | Bürgerhaus(sk) ObjektID: 104-10973/0                           | Kremelská ul. 83, Standort KG: Devín Konskr.Nr.: 896                                             | radový                                             |                                                                 | č. NKP: 104-10973/0 Stand des NKP: 2012-02-08 Name: DOM MEŠTIANSKY                 |
|      | Datei hochladen | Bürgerhaus(sk) ObjektID: 104-10974/0                           | Kremelská ul. 122, KG: Devín Konskr.Nr.: 872                                                     | radový                                             |                                                                 | č. NKP: 104-10974/0 Stand des NKP: 2012-02-08 Name: DOM MEŠTIANSKY                 |
| ja   | Datei hochladen | Schloss(sk) ObjektID: 104-701/0                                | Lomnická ul. 2, Standort KG: Devín Konskr.Nr.: 906                                               |                                                    |                                                                 | č. NKP: 104-701/0 Stand des NKP: 2012-02-08 Name: KAŠTIEĽ                          |
| ja   | Datei hochladen | Kirche(sk) ObjektID: 104-326/0                                 | Práce nám. 0, Standort KG: Devín Konskr.Nr.: 922                                                 | r.k.sv.Kríza; kostol sv.Kríza                      | römisch-katholische zum hl. Kreuz                               | č. NKP: 104-326/0 Stand des NKP: 2012-02-08 Name: KOSTOL                           |
| ja   | Datei hochladen | Bürgerhaus(sk) ObjektID: 104-10975/0                           | Rytierska ul. 3, Standort KG: Devín Konskr.Nr.: 923                                              | radový                                             |                                                                 | č. NKP: 104-10975/0 Stand des NKP: 2012-02-08 Name: DOM MEŠTIANSKY                 |
| ja   | Datei hochladen | Handwerkerhaus(sk) ObjektID: 104-10976/0                       | Rytierska ul. 5, Standort KG: Devín Konskr.Nr.: 927                                              | radový                                             |                                                                 | č. NKP: 104-10976/0 Stand des NKP: 2012-02-08 Name: DOM REMESELNÍCKY               |
| ja   | Datei hochladen | Pfarrhof(sk) ObjektID: 104-10977/0                             | Stítová ul. 2 (pri kostole sv.Kríza) Standort KG: Devín Konskr.Nr.: 918                          | r.k.                                               |                                                                 | č. NKP: 104-10977/0 Stand des NKP: 2012-02-08 Name: FARA                           |
| ja   | Datei hochladen | Kirche(sk) ObjektID: 104-354/0                                 | (Na okraji obce) Standort KG: Devínska Nová Ves Konskr.Nr.:                                      | r.k.sv.Ducha;                                      | römisch-katholische Heiliggeistkirche                           | č. NKP: 104-354/0 Stand des NKP: 2012-02-08 Name: KOSTOL                           |
| ja   | Datei hochladen | Denkmal(sk) ObjektID: 104-677/0                                | Standort KG: Devínska Nová Ves Konskr.Nr.:                                                       | padlí v I.+II.sv.v.                                |                                                                 | č. NKP: 104-677/0 Stand des NKP: 2012-02-08 Name: POMNÍK                           |
| ja   | Datei hochladen | Gebäude in regionaltypischem Baustil(sk) ObjektID: 104-10616/1 | 6.apríla nám. 4, Standort KG: Devínska Nová Ves Konskr.Nr.: 5311                                 | kamen,tehla nepálená                               |                                                                 | č. NKP: 104-10616/1 Stand des NKP: 2012-02-08 Name: DOM ĽUDOVÝ S HOSP.ČASŤ.        |
| ja   | Datei hochladen | Gebäude in regionaltypischem Baustil(sk) ObjektID: 104-10616/2 | 6.apríla nám. 6 (Z strana spolocného dvora) Standort KG: Devínska Nová Ves Konskr.Nr.: 5312      | kamen,tehla nepálená                               |                                                                 | č. NKP: 104-10616/2 Stand des NKP: 2012-02-08 Name: DOM ĽUDOVÝ                     |
| ja   | Datei hochladen | Gebäude in regionaltypischem Baustil(sk) ObjektID: 104-10616/3 | 6.apríla nám. 8 (V a J strana spol. dvora) Standort KG: Devínska Nová Ves Konskr.Nr.: 5313       | kamen,tehla nepálená                               |                                                                 | č. NKP: 104-10616/3 Stand des NKP: 2012-02-08 Name: DOM ĽUDOVÝ S HOSP.ČASŤ.        |
| ja   | Datei hochladen | Gebäude in regionaltypischem Baustil(sk) ObjektID: 104-10617/0 | 6.apríla nám. 13 (Kolmo na ulicu) Standort KG: Devínska Nová Ves Konskr.Nr.: 5324                | tehla nepálená                                     |                                                                 | č. NKP: 104-10617/0 Stand des NKP: 2012-02-08 Name: DOM ĽUDOVÝ                     |
| ja   | Datei hochladen | Gebäude in regionaltypischem Baustil(sk) ObjektID: 104-10618/0 | 6.apríla nám. 15, Standort KG: Devínska Nová Ves Konskr.Nr.: 5325                                |                                                    |                                                                 | č. NKP: 104-10618/0 Stand des NKP: 2012-02-08 Name: DOM ĽUDOVÝ                     |
| ja   | Datei hochladen | Mautstation(sk) ObjektID: 104-693/0                            | Istrijská ul. 49 (Mýtna ul.) Standort KG: Devínska Nová Ves Konskr.Nr.: 5082                     | nározná,solitér; Mýtnica,Kendeffyho dom            |                                                                 | č. NKP: 104-693/0 Stand des NKP: 2012-02-08 Name: STANICA MÝTNA                    |
| ja   | Datei hochladen | Villa(sk) ObjektID: 104-11244/0                                | Novoveská ul. 17 (Na vyhliadke ul.) Standort KG: Devínska Nová Ves Konskr.Nr.: 5401              | nározná,solitér; Vila Kostálka,Brixov dom          |                                                                 | č. NKP: 104-11244/0 Stand des NKP: 2012-02-08 Name: VILA                           |
| ja   | Datei hochladen | Gebäude in regionaltypischem Baustil(sk) ObjektID: 104-10619/0 | Prímoravská ul. 12 (Z od r.k.kost. sv.Ducha) Standort KG: Devínska Nová Ves Konskr.Nr.: 12       | hlina;                                             |                                                                 | č. NKP: 104-10619/0 Stand des NKP: 2012-02-08 Name: DOM ĽUDOVÝ                     |
| ja   | Datei hochladen | Gebäude in regionaltypischem Baustil(sk) ObjektID: 104-10621/0 | Zeliarska ul. 6, Standort KG: Devínska Nová Ves Konskr.Nr.: 5218                                 |                                                    |                                                                 | č. NKP: 104-10621/0 Stand des NKP: 2012-02-08 Name: DOM ĽUDOVÝ                     |
| ja   | Datei hochladen | Archäologische Fundstätte(sk) ObjektID: 104-835/0              | (Velká Lúka) Standort KG: Dúbravka Konskr.Nr.:                                                   | skúmané,prezentované Villa Rustica                 |                                                                 | č. NKP: 104-835/0 Stand des NKP: 2012-02-08 Name: ARCHEOLOGICKÉ NÁLEZISKO          |
| ja   | Datei hochladen | Kapelle(sk) ObjektID: 104-699/1                                | Brizitská ul. (Pri r.k.fare) Standort KG: Dúbravka Konskr.Nr.:                                   | r.k.P.M.Ruzencovej;                                |                                                                 | č. NKP: 104-699/1 Stand des NKP: 2012-02-08 Name: KAPLNKA                          |
|      | Datei hochladen | Park(sk) ObjektID: 104-699/2                                   | Brizitská ul. (Pri r.k.fare) KG: Dúbravka Konskr.Nr.:                                            |                                                    |                                                                 | č. NKP: 104-699/2 Stand des NKP: 2012-02-08 Name: PARK                             |
| ja   | Datei hochladen | Gebäude in regionaltypischem Baustil(sk) ObjektID: 104-10664/0 | Jadranská ul. 33, Standort KG: Dúbravka Konskr.Nr.: 2336                                         | hlina;                                             |                                                                 | č. NKP: 104-10664/0 Stand des NKP: 2012-02-08 Name: DOM ĽUDOVÝ                     |
| ja   | Datei hochladen | Kirche(sk) ObjektID: 104-333/1                                 | K horárskej studni ul. , Standort KG: Dúbravka Konskr.Nr.: 2554                                  | r.k.sv.Kozmu a Damiána;                            |                                                                 | č. NKP: 104-333/1 Stand des NKP: 2012-02-08 Name: KOSTOL                           |
| ja   | Datei hochladen | Kapelle(sk) ObjektID: 104-333/2                                | K horárskej studni ul. , Standort KG: Dúbravka Konskr.Nr.:                                       | r.k.P.M.Sedembolestnej;                            |                                                                 | č. NKP: 104-333/2 Stand des NKP: 2012-02-08 Name: KAPLNKA                          |
| ja   | Datei hochladen | Expeditionsgebäude und Wartehalle(sk) ObjektID: 104-11393/1    | 3 (pri Cervenom moste) Standort KG: Karlova Ves Konskr.Nr.: 1792,5933                            | zeleznicná Stanica Zelezná Studienka               |                                                                 | č. NKP: 104-11393/1 Stand des NKP: 2012-02-08 Name: BUDOVA VÝPRAVNÁ S ČAKÁRŇOU     |
|      | Datei hochladen | Wachmeisterhaus(sk) ObjektID: 104-11393/3                      | (pri Cervenom moste) KG: Karlova Ves Konskr.Nr.: 1792,5935                                       | Dom stráznika oddielu                              |                                                                 | č. NKP: 104-11393/3 Stand des NKP: 2012-02-08 Name: DOM STRÁŽNIKA                  |
| ja   | Datei hochladen | Sportklub(sk) ObjektID: 104-11612/0                            | Botanická ul. 9 (Karloveské rameno Dunaja) Standort KG: Karlova Ves Konskr.Nr.: 9                | kanoistický,drevený Kajak Klub Bratislava,lodenica |                                                                 | č. NKP: 104-11612/0 Stand des NKP: 2012-02-08 Name: KLUB ŠPORTOVÝ                  |
| ja   | Datei hochladen | Sportklub(sk) ObjektID: 104-11543/0                            | Botanická ul. 11 (Karloveské rameno Dunaja) Standort KG: Karlova Ves Konskr.Nr.: 6083            | veslársky; Vodácky klub Tatran,lodenica            |                                                                 | č. NKP: 104-11543/0 Stand des NKP: 2012-02-08 Name: KLUB ŠPORTOVÝ                  |
|      | Datei hochladen | Gedenktafel(sk) ObjektID: 104-289/0                            | Cesta na Cervený most 1 (Na budove voj.nemoc.) KG: Karlova Ves Konskr.Nr.:                       | sov.armáda; Vojenská nemocnica sov.a.              |                                                                 | č. NKP: 104-289/0 Stand des NKP: 2012-02-08 Name: TABUĽA PAMÄTNÁ                   |
| ja   | Datei hochladen | Wasserpumpwerk(sk) ObjektID: 104-822/0                         | Devínska cesta 1, Standort KG: Karlova Ves Konskr.Nr.: 5364                                      | solitér; cerpacia stanica Karlova Ves              |                                                                 | č. NKP: 104-822/0 Stand des NKP: 2012-02-08 Name: STANICA ČERPACIA                 |
|      | Datei hochladen | Villa(sk) ObjektID: 104-10764/0                                | Nad Dunajom ul. 36, KG: Karlova Ves Konskr.Nr.: 775                                              | solitér; Vila senátor.Tománka,vila T               |                                                                 | č. NKP: 104-10764/0 Stand des NKP: 2012-02-08 Name: VILA                           |
|      | Datei hochladen | Wasserbrunnen(sk) ObjektID: 104-821/0                          | Ostrov Sihot 0 (Pri devínskej ceste) KG: Karlova Ves Konskr.Nr.:                                 | vodárenská                                         |                                                                 | č. NKP: 104-821/0 Stand des NKP: 2012-02-08 Name: STUDŇA VODÁRENSKÁ                |
|      | Datei hochladen | Wasserpumpwerk(sk) ObjektID: 104-823/0                         | Ostrov Sihot 452 (Pri devínskej ceste) KG: Karlova Ves Konskr.Nr.: 452                           | vodná Predcerpacia stanica+tunel                   |                                                                 | č. NKP: 104-823/0 Stand des NKP: 2012-02-08 Name: STANICA ČERPACIA                 |
|      | Datei hochladen | Denkmal(sk) ObjektID: 104-205/0                                | Slávicie údolie 0 (Cintorín) KG: Karlova Ves Konskr.Nr.:                                         | sov.armáda; Býv.polný cintorín                     |                                                                 | č. NKP: 104-205/0 Stand des NKP: 2012-02-08 Name: POMNÍK                           |
|      | Datei hochladen | Grab und Grabstein(sk) ObjektID: 104-207/0                     | Slávicie údolie 0 (Cintorín,sektor I) KG: Karlova Ves Konskr.Nr.:                                | sociálni demokrati; Hrob soc.dem.z 1919            |                                                                 | č. NKP: 104-207/0 Stand des NKP: 2012-02-08 Name: HROB S NÁHROBNÍKOM               |
|      | Datei hochladen | Denkmal(sk) ObjektID: 104-661/0                                | Slávicie údolie 0 (Cintorín,za domom smútku) KG: Karlova Ves Konskr.Nr.:                         | antifasisti; Zavrazdení pri Melku                  |                                                                 | č. NKP: 104-661/0 Stand des NKP: 2012-02-08 Name: POMNÍK                           |
|      | Datei hochladen | Grab und Grabstein(sk) ObjektID: 104-208/0                     | Slávicie údolie (Cintorín,c.hrob.VII-351) KG: Karlova Ves Konskr.Nr.:                            | Krcméry Stefan; 1892-1955,lit.hist.                |                                                                 | č. NKP: 104-208/0 Stand des NKP: 2012-02-08 Name: HROB S NÁHROBNÍKOM               |
| ja   | Datei hochladen | Grab(sk) ObjektID: 104-209/0                                   | Slávicie údolie (Cintorín,c.hrob.XIII-46) KG: Karlova Ves Konskr.Nr.:                            | Nešpor Mirko; 1924-1944,student                    | Grab des Widerstandskämpfers Mirko Nešpor                       | č. NKP: 104-209/0 Stand des NKP: 2012-02-08 Name: HROB                             |
|      | Datei hochladen | Grab und Grabstein(sk) ObjektID: 104-210/0                     | Slávicie údolie (Cintorín,c.III-497) KG: Karlova Ves Konskr.Nr.:                                 | Jurza,Skapík; 1896-1918,org.voj.vzbury             |                                                                 | č. NKP: 104-210/0 Stand des NKP: 2012-02-08 Name: HROB S NÁHROBNÍKOM               |
|      | Datei hochladen | Grab und Grabstein(sk) ObjektID: 104-803/0                     | Slávicie údolie (Cintorín,sektor VII) KG: Karlova Ves Konskr.Nr.:                                | Kráľ Fraňo; 1903-1955,spisovatel                   | Grab des Schriftstellers Fraňo Kráľ                             | č. NKP: 104-803/0 Stand des NKP: 2012-02-08 Name: HROB S NÁHROBNÍKOM               |
|      | Datei hochladen | Grab und Grabstein(sk) ObjektID: 104-804/0                     | Slávicie údolie (Cintorín) KG: Karlova Ves Konskr.Nr.:                                           | Hagara Jozef; 1917-1964,antifasista,KSC            |                                                                 | č. NKP: 104-804/0 Stand des NKP: 2012-02-08 Name: HROB S NÁHROBNÍKOM               |
| ja   | Datei hochladen | Pestkapelle(sk) ObjektID: 104-332/0                            | Rozálska ul. , Standort KG: Lamac Konskr.Nr.:                                                    | r.k.sv.Rozálie; kostol sv.Rozálie                  |                                                                 | č. NKP: 104-332/0 Stand des NKP: 2012-02-08 Name: KAPLNKA MOROVÁ                   |
| ja   | Datei hochladen | Kirche(sk) ObjektID: 104-11001/0                               | Vrancovicova ul. 56, Standort KG: Lamac Konskr.Nr.: 1244                                         | r.k.sv.Margity;                                    |                                                                 | č. NKP: 104-11001/0 Stand des NKP: 2012-02-08 Name: KOSTOL                         |
|      | Datei hochladen | Gebäude in regionaltypischem Baustil(sk) ObjektID: 104-10990/0 | Vrancovicova ul. 99, KG: Lamac Konskr.Nr.: 1293                                                  | kamen,tehla nepálená                               |                                                                 | č. NKP: 104-10990/0 Stand des NKP: 2012-02-08 Name: DOM ĽUDOVÝ S HOSP.ČASŤ.        |
| ja   | Datei hochladen | Denkmal(sk) ObjektID: 104-675/0                                | Vrancovicova ul. (Pred kostolom sv.Margity) Standort KG: Lamac Konskr.Nr.:                       | padlí v I.+II.sv.v.                                | Kriegerdenkmal für Gefallene des Ersten und Zweiten Weltkrieges | č. NKP: 104-675/0 Stand des NKP: 2012-02-08 Name: POMNÍK                           |
| ja   | Datei hochladen | Kirche(sk) ObjektID: 104-694/0                                 | Standort KG: Záhorská Bystrica Konskr.Nr.:                                                       | r.k.sv.Petra a Pavla;                              |                                                                 | č. NKP: 104-694/0 Stand des NKP: 2012-02-08 Name: KOSTOL                           |
| ja   | Datei hochladen | Gebäude in regionaltypischem Baustil(sk) ObjektID: 104-351/0   | Csl.tankistov ul. 33, Standort KG: Záhorská Bystrica Konskr.Nr.: 7051                            | kamen,tehla nepálená                               |                                                                 | č. NKP: 104-351/0 Stand des NKP: 2012-02-08 Name: DOM ĽUDOVÝ S HOSP.ČASŤ.          |
|      | Datei hochladen | Gebäude in regionaltypischem Baustil(sk) ObjektID: 104-353/2   | Csl.tankistov ul. 34, KG: Záhorská Bystrica Konskr.Nr.: 7136                                     | murovaný                                           |                                                                 | č. NKP: 104-353/2 Stand des NKP: 2012-02-08 Name: DOM ĽUDOVÝ                       |
|      | Datei hochladen | Gebäude in regionaltypischem Baustil(sk) ObjektID: 104-350/0   | Csl.tankistov ul. 35, KG: Záhorská Bystrica Konskr.Nr.: 35                                       | kamen,tehla nepálená                               |                                                                 | č. NKP: 104-350/0 Stand des NKP: 2012-02-08 Name: DOM ĽUDOVÝ                       |
|      | Datei hochladen | Gebäude in regionaltypischem Baustil(sk) ObjektID: 104-10675/0 | Csl.tankistov ul. 37, KG: Záhorská Bystrica Konskr.Nr.: 7053                                     | kamen,tehla nepálená                               |                                                                 | č. NKP: 104-10675/0 Stand des NKP: 2012-02-08 Name: DOM ĽUDOVÝ S HOSP.ČASŤ.        |
| ja   | Datei hochladen | Schmiedewerkstatt(sk) ObjektID: 104-11364/2                    | Csl.tankistov ul. 65, Standort KG: Záhorská Bystrica Konskr.Nr.:                                 | kamen,tehla nepálená Kovácska vyhna                |                                                                 | č. NKP: 104-11364/2 Stand des NKP: 2012-02-08 Name: DIELŇA KOVÁČSKA                |
|      | Datei hochladen | Gebäude in regionaltypischem Baustil(sk) ObjektID: 104-11364/1 | Csl.tankistov ul. 67, KG: Záhorská Bystrica Konskr.Nr.: 7067                                     | kamen,tehla nepálená Dlhý dom                      |                                                                 | č. NKP: 104-11364/1 Stand des NKP: 2012-02-08 Name: DOM ĽUDOVÝ S HOSP.ČASŤ.        |
| ja   | Datei hochladen | Gebäude in regionaltypischem Baustil(sk) ObjektID: 104-11365/0 | Csl.tankistov ul. 71, Standort KG: Záhorská Bystrica Konskr.Nr.: 7070                            | kamen,tehla nepálená Dlhý dom                      |                                                                 | č. NKP: 104-11365/0 Stand des NKP: 2012-02-08 Name: DOM ĽUDOVÝ S HOSP.ČASŤ.        |
| ja   | Datei hochladen | Gebäude in regionaltypischem Baustil(sk) ObjektID: 104-11366/0 | Csl.tankistov ul. 198, Standort KG: Záhorská Bystrica Konskr.Nr.: 7218                           | kamen,tehla nepálená                               |                                                                 | č. NKP: 104-11366/0 Stand des NKP: 2012-02-08 Name: DOM ĽUDOVÝ                     |
| ja   | Datei hochladen | Gebäude in regionaltypischem Baustil(sk) ObjektID: 104-11367/0 | Csl.tankistov ul. 216 (vých.od rím.-kat.kostola) Standort KG: Záhorská Bystrica Konskr.Nr.: 7227 | kamen,tehla nepálená Dlhý dom                      |                                                                 | č. NKP: 104-11367/0 Stand des NKP: 2012-02-08 Name: DOM ĽUDOVÝ S HOSP.ČASŤ.        |
| ja   | Datei hochladen | Gebäude in regionaltypischem Baustil(sk) ObjektID: 104-349/0   | Csl.tankistov ul. 39-41, Standort KG: Záhorská Bystrica Konskr.Nr.: 7055,7054                    | kamen,tehla nepálená                               |                                                                 | č. NKP: 104-349/0 Stand des NKP: 2012-02-08 Name: DOM ĽUDOVÝ                       |
| ja   | Datei hochladen | Krematorium(sk) ObjektID: 104-11436/1                          | Hodonínska ul. 44, Standort KG: Záhorská Bystrica Konskr.Nr.: 7783                               |                                                    |                                                                 | č. NKP: 104-11436/1 Stand des NKP: 2012-02-08 Name: KREMATÓRIUM                    |
|      | Datei hochladen | Mehrfunktionsgebäude und Umzäunung(sk) ObjektID: 104-11436/2   | Hodonínska ul. 44, KG: Záhorská Bystrica Konskr.Nr.: 7783                                        |                                                    |                                                                 | č. NKP: 104-11436/2 Stand des NKP: 2012-02-08 Name: STAVBA POLYFUNKČNÁ S OPLOTENÍM |
|      | Datei hochladen | Urnenhain und Eingangsbereich(sk) ObjektID: 104-11436/3        | Hodonínska ul. 44, KG: Záhorská Bystrica Konskr.Nr.: 7783                                        | urnový háj a prístupový priest                     |                                                                 | č. NKP: 104-11436/3 Stand des NKP: 2012-02-08 Name: URNOVÝ HÁJ S PRÍSTUP.PRIESTOR. |
|      | Datei hochladen | Statue(sk) ObjektID: 104-11436/4                               | Hodonínska ul. 44 (predpolie krematória) KG: Záhorská Bystrica Konskr.Nr.: 7783                  | abstraktná ústredná plastika                       |                                                                 | č. NKP: 104-11436/4 Stand des NKP: 2012-02-08 Name: SOCHA                          |
|      | Datei hochladen | Statue(sk) ObjektID: 104-11436/5                               | Hodonínska ul. 44 (pred S fas.obradnej siene) KG: Záhorská Bystrica Konskr.Nr.: 7783             | Zblízenie; plastika v symbolickom átriu            |                                                                 | č. NKP: 104-11436/5 Stand des NKP: 2012-02-08 Name: SOCHA                          |
|      | Datei hochladen | Statue(sk) ObjektID: 104-11436/6                               | Hodonínska ul. 44 (rozptylová lúka) KG: Záhorská Bystrica Konskr.Nr.: 7783                       | Smútok; plastika Smútok                            |                                                                 | č. NKP: 104-11436/6 Stand des NKP: 2012-02-08 Name: SOCHA                          |
|      | Datei hochladen | KOLUMBÁRIUM ObjektID: 104-11436/7                              | Hodonínska ul. 44 (v urnovom háji) KG: Záhorská Bystrica Konskr.Nr.: 7783                        |                                                    |                                                                 | č. NKP: 104-11436/7 Stand des NKP: 2012-02-08 Name: KOLUMBÁRIUM                    |
|      | Datei hochladen | Brunnen(sk) ObjektID: 104-11436/8                              | Hodonínska ul. 44 (na terase krematória) KG: Záhorská Bystrica Konskr.Nr.: 7783                  |                                                    |                                                                 | č. NKP: 104-11436/8 Stand des NKP: 2012-02-08 Name: FONTÁNA                        |
|      | Datei hochladen | Glockenturm(sk) ObjektID: 104-11436/9                          | Hodonínska ul. 44 (na terase krematória) KG: Záhorská Bystrica Konskr.Nr.: 7783                  | murovaná                                           |                                                                 | č. NKP: 104-11436/9 Stand des NKP: 2012-02-08 Name: ZVONICA                        |

## Legende
Die Tabelle enthält im Einzelnen folgende Informationen:
| Foto:                    | Fotografie des Denkmals. |
| Denkmal / č. ÚZPF:       | Die Übersetzung der Bezeichnung des Denkmals, wie sie vom Slowakischen Denkmalamt (Pamiatkový úrad Slovenskej republiky) verwendet wird. Die Originalbezeichnung ist unter dem Fragezeichen angegeben. Fehlt die Übersetzung, so wird die Originalbezeichnung direkt angezeigt. Weiters ist die Objekt-Identifikationsnummer (Objekt ID) angeführt. Sie ist die offizielle, in der Slowakei eindeutige Nummer č. ÚZPF inklusive der zugehörigen Zählnummer, wie sie in den Daten des Denkmalamtes angegeben wird. Da diese nur innerhalb eines Landkreises gezählt wird, ist dessen Nummer der Denkmalnummer vorangestellt. |
| Standort:                | Wenn in der Liste vorhanden, ist die Adresse angegeben. In Klammern kann sich noch eine zusätzliche Adresse befinden, wenn es beispielsweise ein Eckhaus ist. Bei freistehenden Objekten ohne Adresse (zum Beispiel bei Bildstöcken) ist eine Adresse angegeben, die in der Nähe des Objekts liegt. Durch Aufruf des Links Standort wird die Lage des Denkmals in verschiedenen Kartenprojekten angezeigt. Darunter sind die Katastralgemeinde (KG) und, wenn vorhanden, die Konskriptionsnummer (Konskr. Nr.) angegeben.                                                                                                   |
| Offizielle Beschreibung: | Es ist die Kurzbeschreibung auf Slowakisch, wie sie in den offiziellen Listen angegeben ist, eingetragen. |
| Beschreibung:            | Kurze Angaben zum Denkmal auf Deutsch. |
| Metadaten:               | Zusätzlich werden, wenn in den persönlichen Einstellungen das Helferlein Dauerhaftes Einblenden von Metadaten aktiviert ist, ebensolche angezeigt. |

- Karte mit allen Koordinaten:
- OSM |
- WikiMap